# Manuel Gamio
Manuel Gamio Martínez, né en 1883 et mort en 1960, était un archéologue, sociologue et anthropologue mexicain, chef de file du mouvement indigéniste. Il est souvent considéré comme le père fondateur de l'anthropologie moderne au Mexique.
Dans son ouvrage Forjando Patria, publié en 1916, Manuel Gamio examinait les conditions d'un renouveau de la République mexicaine, tant sur le plan économique qu'intellectuel, en prenant davantage en compte les spécificités du pays (notamment la présence des populations indigènes). Et à ce titre il appelait à former davantage d'anthropologues spécialisés.
Tout au long de sa vie, Gamio a entrepris et soutenu d'autres projets à caractère régional: en tant que directeur de l'Institut inter-américain des peuples autochtones, il a promu un programme d'étude et d'éradication de l'onchocercose dans une région frontalière entre le Mexique et le Guatemala.